# Juri Jakowlewitsch Kopylow
Juri Jakowlewitsch Kopylow (russisch Юрий Яковлевич Копылов; * 3. Februar 1930 in Moskau; † 1998) war ein russisch-sowjetischer Eishockeyspieler.

## Karriere
Während seiner Karriere spielte Juri Kopylow bei HK Spartak Moskau und ZSKA Moskau. Insgesamt erzielte er 131 Tore in 320 Spielen in der sowjetischen Liga. In der Saison 1961/62 ließ er seine Karriere beim SKWO Kuibyschew ausklingen. 

### International
Am 9. Januar 1955 stand Juri Kopylow in einem Spiel gegen Schweden zum ersten Mal für die sowjetische Nationalmannschaft auf dem Eis. Seine internationale Karriere wurde mit der Silbermedaille bei der Weltmeisterschaft 1958 gekrönt. Für die Nationalmannschaft erzielte er insgesamt 13 Tore in 23 Länderspielen.

## Erfolge

### Sowjetunion
| - 1952 Sowjetischer Vizemeister mit ZDSA Moskau - 1953 Sowjetischer Vizemeister mit ZDSA Moskau - 1954 Sowjetischer Vizemeister mit ZDSA Moskau - 1954 Sowjetischer Pokalsieger mit ZDSA Moskau - 1955 Sowjetischer Meister mit ZDSA Moskau - 1955 Sowjetischer Pokalsieger mit ZDSA Moskau - 1956Sowjetischer Meister mit ZDSA Moskau | - 1956 Sowjetischer Pokalsieger mit ZDSA Moskau - 1957 Sowjetischer Vizemeister mit ZSK MO Moskau - 1958 Sowjetischer Meister mit ZSK MO Moskau - 1959 Sowjetischer Meister mit ZSK MO Moskau - 1960 Sowjetischer Meister mit ZSKA Moskau - 1961 Sowjetischer Meister mit ZSKA Moskau - 1961 Sowjetischer Pokalsieger mit ZSKA Moskau |

### International
- 1958 Silbermedaille bei der Weltmeisterschaft

Goldmedaille bei der Europameisterschaft